# Chiripha
Chiripha är ett släkte av fjärilar. Chiripha ingår i familjen nattflyn.
Kladogram enligt Catalogue of Life:
| Chiripha | \| \| Chiripha involuta \| \| \| \| \| \| Chiripha orestera \| \| \| \| |
|          | \| \| Chiripha involuta \| \| \| \| \| \| Chiripha orestera \| \| \| \| |
|          | Chiripha involuta                                                       |
|          |                                                                         |
|          | Chiripha orestera                                                       |
|          |                                                                         |